# NGC 2903
NGC 2903 — близкая изолированная спиральная галактика с перемычкой, находящаяся в созвездии Лев. Открыта Уильямом Гершелем 16 ноября 1784 года. Проявляет высокую скорость звездообразования в околоядерной области. Скорость звездообразования в области радиусом 650 пк вокруг центра оценивается в 0,7 M⊙ в год. В этой области в видимом и ближнем инфракрасном диапазонах наблюдаются многочисленные массивные молодые звёздные скопления, погружённые в облака ионизованного водорода (HII); яркое излучение проявляется также в ультрафиолетовом и рентгеновском диапазонах. Области звездообразования в центре подпитываются потоком межзвёздного газа вдоль центральной перемычки, простирающейся на 1′ (около 2,5 кпк) от центра. Скорость поступления газа в центр галактики сравнима с указанной выше скоростью звездообразования, 0,7 M⊙ в год.
В галактике обнаружен ультраяркий рентгеновский источник
Светимость центральной области радиусом несколько угловых минут в рентгене (0,5…8 кэВ) составляет 1,9×1033 Вт (точечные источники, их выявлено более 90 штук) и 0,3×1033 Вт (диффузная компонента). Однако аккреция поступающего в центр газа на центральную чёрную дыру и сопровождающее этот процесс рентгеновское излучение не обнаружены, верхний предел на темп аккреции составляет 3×10−5 M⊙ в год. Дисперсия скоростей звёзд в центральной области (101 ± 7 км/с) даёт основания полагать, что масса центральной сверхмассивной чёрной дыры находится в пределах 106…107 M⊙.
Одна из ярких областей звездообразования, находящаяся в галактике у северного конца перемычки и ассоциированная с эмиссионной HII-областью, имеет собственное обозначение в Новом общем каталоге: NGC 2905.
Кривая вращения галактики подробно исследована в докторской диссертации К. Бегемана.